# ألعاب الاغتيال (فلم)
ألعاب الاغتيال (بالإنجليزية: Assassination Games) هو فيلم حركة وجريمة تم إنتاجه في الولايات المتحدة وصدر سنة 2011 بطولة سكوت أدكنز وجين كلود فان دام.

## القصة
تدور أحداث الفيلم حول إثنين من أشهر القتلة في العالم وهما برازيل ورولاند فلنت، ولكنهما غير معروفين لبعضهما، اشتهر فلنت بدقة تصويبة كما اشتهر برازيل بمهارته باستخدام السكين، يتنافس كلاهما على تشكيل تحالف خطير لاسقاط رؤساء لتجارة المخدرات، والتي تدعمهم وكالة مكافحة المخدرات.

## وصلات خارجية
- مقالات تستعمل روابط فنية بلا صلة مع ويكي بيانات